# Meghan Heffern
Meghan Heffern est une actrice canadienne née le 3 octobre 1983 à Edmonton (Alberta) au Canada. Elle réside maintenant à Toronto. Elle est surtout connue pour son rôle d'Ashley dans American Pie : Campus en folie.

## Filmographie

### Cinéma
- 2005 : Insecticidal : Cami
- 2007 : American Pie : Campus en folie : Ashley
- 2009 : Chloé : Miranda
- 2010 : The Shrine : Sara
- 2014 : Et (beaucoup) plus si affinités : Tabby

### Télévision

#### Séries télévisées
- 2006 : Whistler (1 épisode)
- 2007 : Monster Warriors (1 épisode)
- 2009 : Wild Roses (1 épisode)
- 2010 : Aaron Stone (5 épisodes)
- 2010-2011 : Blue Mountain State (11 épisodes)
- 2011 : Mudpit (3 épisodes)
- 2011 : Almost Heroes (8 épisodes)
- 2011 : Degrassi : La Nouvelle Génération : Summer
- 2011 : Wynonna Earp : Beth Gardner
- 2021-actuellement : Sex/Life : Caroline

#### Téléfilms
- 2006 : Flight 93 : Nicole Miller
- 2008 : The Two Mr. Kissels : une serveuse
- 2010 : Une illusion d'amour (Sundays at Tiffany's)